# Marco Bussetti
Marco Bussetti (né le 28 mai 1962 à Gallarate) est un homme politique italien, proche de la Ligue du Nord. Il est ministre de l'Éducation du gouvernement Conte du 1er juin 2018 au 5 septembre 2019.